# گوردون گولوب
گوردون ماکس گولوب (به آلمانی: Gordon Max Gollob) (۱۶ ژوئن ۱۹۱۲–۷ سپتامبر ۱۹۸۷) نظامی بلندپایه و خلبان تک‌خال آلمانی زاده اتریش در دوره رایش سوم بود که در طول جنگ جهانی دوم در لوفت‌وافه خدمت کرد. او بیش از ۳۴۰ پرواز رزمی خود ۱۵۰ پیروزی هوایی تأیید شده کسب کرد که بیشتر آن‌ها در جبهه شرقی حاصل گشت. گولوب به جهت این موفقیت‌ها جزو یکی از تنها ۲۷ تنی که نشان صلیب شوالیه صلیب آهنین با برگ‌های بلوط، شمشیرها و الماس‌ها را دریافت کردند بود.

## سال‌های اولیه
گوردون گولوب روز ۱۶ ژوئن سال ۱۹۱۲ در وین در اتریش زاده شد. اصالت پدری او به اسکاتلند بازمی‌گشت و نام خانوادگی آن‌ها مک‌گولوب بود. خانواده او اهل گراتس و پدر و مادرش هر دو هنرمند بودند. گودرون از کودکی به مهندسی و هوانوردی علاقه داشت و سال ۱۹۳۱ در دوران دبیرستان نخستین گلایدر خود را در تیرول ساخت و در یک فرودگاه قدیمی در نزدیکی اینسبروک به پرواز درآورد. مدرک آ و ب گلایدررانی را اخذ کرد و خود به یک مربی تبدیل شد. در این زمان مشغول به تحصیل در رشته مهندسی مکانیک در دانشگاه گراتس بود.
گولوب سال ۱۹۳۳ در رسته توپخانه به نیروی زمینی اتریش پیوست و یک سال بعد به نیروی هوایی منتقل شد. سه سال در دانشکده نظامی ترزیان در وینر نویشتات مشغول به تحصیل بود. پس از دریافت آموزش به عنوان خلبان، روز ۱ سپتامبر سال ۱۹۳۶ با درجه ستوان دومی خدمت خود را آغاز کرد. گولوب تا سال ۱۹۳۸ که اتریش به آلمان ملحق گشت، به عنوان مربی خلبانان تازه‌کار فعال بود.

## ورماخت
گولوب سال ۱۹۳۸ با درجه ستوان یکمی وارد لوفت‌وافه، نیروی هوایی رایش سوم شد. او از حامیان معتقد حاکمیت حزب ناسیونال سوسیالیست بر آلمان به حساب می‌آمد. در این هنگام پیشوند «مک» را از نام خانوادگی خود زدود اما همچنان به «مک» ملقب بود.

### جنگ جهانی دوم

#### لهستان و جبهه غربی
گولوب از روز نخست جنگ جهانی دوم با جنگنده سنگین دوموتوره مسرشمیت ب‌اف ۱۱۰ در قالب جناح ۷۶ جنگنده سنگین در نبرد لهستان شروع به پرواز رزمی کرد و نخستین پیروزی هوایی خود را روز ۵ سپتامبر سال ۱۹۳۹ با ساقط کردن یک هواگرد دوباله پ‌وواس-۵۶ در ارتفاع پایین حاصل نمود. همان روز با حمله به یک پایگاه هوایی لهستانی، چندین هواگرد را بر روی زمین منهدم نمود. در تقدیر از این عملکرد نشان درجه دو صلیب آهنین به او اعطا گردید. با انتقال یگانش به جبهه غربی جهت مقابله با حملات بریتانیایی‌ها، روز ۱۸ دسامبر دومین پیروزی هوایی خود را نیز با ساقط کردن یک بمب‌افکن ولینگتون رقم زد. گولوب تا اوایل نبرد فرانسه همچنان خلبان جنگنده سنگین بود و در جریان آن یک قایق پرنده ساندرلند را در نزدیکی ساحل نروژ ساقط کرد. در همین هنگام نشان درجه یک صلیب آهنین را نیز دریافت نمود. پس از گذراندن یک دوره کوتاه جنگنده شبانه، داوطلب خلبانی جنگنده در روز گردید. سپس به عنوان فرمانده اسکادران ۴ جناح ۳ جنگنده خلبان جنگنده مسرشمیت ب‌اف ۱۰۹ شد و در نبرد بریتانیا مشارکت نمود. گولوب روز ۷ مه سال ۱۹۴۱ ششمین پیروزی هوایی خود را بر فراز کانال مانش کسب کرد.

#### جبهه شرقی
مدت کوتاهی پیش از انتقال جناح ۳ جنگنده به جبهه شرق جهت مشارکت در تهاجم به شوروی، گولوب روز ۲۷ ژوئن به فرمانده گروه ۲ این جناح منصوب گشت. در این محیط پر درگیری موفقیت‌های گولوب شروع به رشد فزاینده کرد؛ به وجهی که تنها در ماه اوت ۱۹ هواگرد شوروی را ساقط کرد. گولوب با رساندن شمار پیروزی‌های هوایی خود به ۴۲ مورد، روز ۱۸ سپتامبر سال ۱۹۴۱ مفتخر به دریافت نشان صلیب شوالیه صلیب آهنین شد. ماه بعد موفقیت‌های بیشتری حاصل نمود و توانست ۳۷ هواگرد دشمن را سرنگون نماید. بدین شکل تنها پس از یک ماه تعداد پیروزی‌های هوایی او به ۸۵ مورد رسید و گیره برگ‌های بلوط صلیب شوالیه را روز ۲۶ اکتبر برای او به ارمغان آورد. با وجود متعدد بودن قربانیان، مقدار مصرف مهمات گولوب بسیار کم بود. او معمولاً از فاصله‌های نزدیک اقدام به تیراندازی می‌نمود و اغلب با کمتر از ۲۰ گلوله توپ خودکار به نتیجه می‌رسید. بدین ترتیب سوخت هواگرد زودتر از مهمات آن تمام می‌شد.
گولوب اواخر ماه نوامبر با درجه سروانی به مرکز آزمایش لوفت‌وافه در رشلین منتقل شد تا به آزمایش سامانه‌های جدید تسلیحاتی بپردازد. او در این مرکز بر روی توسعه هواگردهایی چون مسرشمیت ام‌ئی ۲۶۲، مسرشمیت ام‌ئی ۱۶۳ و هاینکل هائی ۱۶۲ کار کرد.
سرهنگ آدولف گالانت، بازرس نیروهای جنگنده، اوایل سال ۱۹۴۲ شخصاً توصیه کرد گولوب به فرماندهی جناح ۷۷ جنگنده منصوب گردد. بدین شکل گولوب به جبهه شرقی بازگشت و برای مدتی در ستاد جناح ۵۴ جنگنده تحت نظر سرگرد هانس تراوتلوفت بدین منظور آموزش دید. او روز ۱۶ مه سال ۱۹۴۲ با درجه سرگردی فرماندهی جناح ۷۷ جنگنده را در دست گرفت. با حضور در کارزار کریمه رشد قابل ملاحظه‌ای در موفقیت‌های او پدید آمد و تا روز ۲۰ مه پیروزهای هوایی او به ۱۰۰ مورد رسید. گولوب در خاطرات خود آورده‌است که از ترس این که پس از رسیدن به صدمین پیروزی هوایی توسط مافوقانش زمین‌گیر شود، از گزارش چهار مورد از پیروزی‌های خود خودداری کرده‌است. به هر صورت روز ۲۴ ژوئن با دستیابی به صد و هفتمین پیروزی هوایی گیره شمشیرها نیز به او اعطا گردید. با مفقود شدن سرهنگ دوم فریدریش بک در روز ۲۱ ژوئن، گولوب موقتاً برای هشت هفته فرماندهی جناح ۵۲ جنگنده را بر عهده گرفت. در طول ماه اوت چهل پیروزی هوایی دیگر حاصل کرد تا روز ۲۹ اوت سال ۱۹۴۲ به نخستین خلبان جنگنده با ۱۵۰ پیروزی هوایی بدل گردد و به عنوان سومین فرد در ورماخت، گیره الماس‌های صلیب شوالیه را دریافت کند. او یکی از تنها ۹ خلبان جنگنده لوفت‌وافه بود که این گیره‌ها را دریافت می‌نمود. گولوب این مقدار پیروزی را در ۳۴۰ مأموریت رزمی به دست آورد.

#### امور ستادی
به هر صورت، طبق معمول، این دستاورد به معنای توقف پروازهای رزمی گولوب بود. به عنوان افسر ستاد به قرارگاه فرماندهی جنگنده ۵ با مسئولیت کانال مانش منتقل شد. تا سال ۱۹۴۴ در این جایگاه بود تا این که ستاد جنگنده‌های وزارت هوانوردی رایش رفت. او با نوشتن گزارشی در ارتباط با توانایی عملیاتی آن‌ها، هواگردهای مسرشمیت ب‌اف ۱۰۹ و فوکه-وولف اف‌وه ۱۹۰ را بسیار ضعیف‌تر از جنگنده‌های دشمن توصیح نمود که دیگر قابل استفاده نیستند. گولوب حامی تولید انبوه هواگرد ام‌ئی ۲۶۲ بود و در ارائه نظر خود به رایشس‌مارشال هرمان گورینگ، فرمانده کل لوفت‌وافه، آن را تنها راه حل پس گرفتن برتری هوایی دانست. به هر صورت به گزارش و پیشنهاد او هیچ پاسخ مساعدی دریافت نکرد. گولوب چندین بار درخواست کرد به پروازهای رزمی بازگردد اما هیچگاه مجدداً این اجازه به او داده نشد. با این حال خود بدون مجوز پروازهایی با هواگردهای در حال توسعه صورت می‌داد. سرهنگ دوم گولوب تنها افسر با درجه بالاتر از سرگرد بود که با هواگرد ام‌ئی ۱۶۳ پرواز کرد. تا حدودی به جهت پدیدار شدن روابط تنش‌آلود با سرتیپ گالانت، دیگر خلبان تک‌خال لوفت‌وافه، ماه سپتامبر سال ۱۹۴۴ به مرکز آزمایش رشلین بازگشت. گولوب ستاد ویژه شکاری با مأموریت پشتیبانی جنگنده از تهاجم بی‌ثمر آردن را در ماه دسامبر هدایت کرد که در جریان آن سیصد خلبان جنگنده لوفت‌وافه از بین رفتند. در پی عزل گالانت از مقام بارزس نیروهای جنگنده، گولوب به عنوان افسری از منظر سیاسی مطمئن، با درجه سرهنگی روز ۳۱ ژانویه سال ۱۹۴۵ به این جایگاه منصوب گردید. به هر صورت گولوب که از مشکلات سلامتی در ناحیه شکم رنج می‌برد و همچنین در برابر مقاومت مقامات بالا نمی‌توانست ایده‌های خود را عملی کند، روز ۷ آوریل با نوشتن نامه‌ای به گورینگ، ضمن ارائه تحلیل جامعی از شرایط، خواهان مرخص شدن از این جایگاه شد. با عدم تأیید این درخواست او تا پایان جنگ در این مقام باقی ماند. گولوب پس از عزیمت ستادش، روز ۱۰ آوریل برلین را به مقصد جنوب آلمان ترک کرد. هشت روز در بیمارستان ایگلس در نزدیکی اینسبروک، مورد عمل جراحی قرار گرفت. روز ۲۴ آوریل به بیمارستان لوفت‌وافه در کیتسبوهل در میانه استحکامات موسوم به قلعه آلپ، منتقل شد. در این مکان با فیلدمارشال روبرت ریتر فن گرایم، جانشین گورینگ در مقام فرماندهی کل لوفت‌وافه که خود در پرواز به برلین در محاصره مجروح شده بود، دیدار کرد. گولوب در نهایت در کیتسبوهل به اسارت نیروهای آمریکایی درَآمد.

## پس از جنگ
گولوب روز ۱ ژوئن توسط ژاندارمری اتریش که تحت امر آمریکایی‌ها بود، دستگیر و در لباس غیرنظامی به زندان کیتسبوهل برده شد. او را به پس از جابه‌جایی در چند اردوگاه، به لودویکسبورگ و از آن جا به انگلستان منتقل کردند. سال ۱۹۴۶ از اسارت آمریکایی‌ها آزاد شد. به محض رسیدن به کیتسبوهل این بار توسط فرانسوی‌ها که ناحیه تیرول شمالی را تحت اشغال خود داشتند، بازداشت شد. گولوب در ارتباط با مسائل فنی لوفت‌وافه مورد بازجویی قرار گرفت. پس از گذراندن یک نیم سال در فرانسه مجدداً آزاد گردید و به وطن بازگشت.
گولوب برای گذران زندگی ابتدا برای مجلات هوانوردی نگارش می‌کرد و سخنرانی می‌نمود. سال ۱۹۴۸ دبیرکل حزب فدراسیون مستقلین اتریش شد. سال ۱۹۵۱ از این مقام کناره گرفت و به نیدرزاکسن در آلمان مهاجرت کرد تا در یک شرکت تولید خودرو فعالیت نماید. گولوب به مدیر فروش این شرکت در شمال آلمان بدل گشت. گولوب تا سن ۷۵ سالگی که دچار یک حمله قلبی شد، همچنان با هواگردهای موتوردار و گلایدر پرواز می‌کرد.
سرهنگ گوردون گولوب پس از بازنشستگی روز ۱۷ سپتامبر سال ۱۹۸۷ در زولینگن در آلمان درگذشت.

## زندگی شخصی
گولوب و همسرش دو پسر و یک دختر داشتند.

## نشان‌ها
- صلیب آهنین
  - درجه دو: ۱۹۳۹
  - درجه یک: ۱۹۴۰
- جام افتخار لوفت وافه: ۲۱ ژوئیه ۱۹۴۱[۷]
- صلیب شوالیه صلیب آهنین: ۱۸ سپتامبر ۱۹۴۱
  - برگ‌های بلوط: ۲۶ اکتبر ۱۹۴۱
  - شمشیرها: ۲۴ ژوئن ۱۹۴۱
  - الماس‌ها: ۲۹ اوت سال ۱۹۴۲